# Worakls
Worakls, echte naam Kevin Rodrigues (28 september 1988), is een dj, producer en muzikant binnen het Franse elektronische-muziekcircuit.

## Biografie
Rodrigues begon met pianospelen toen hij drie jaar oud was en heeft aan het conservatorium van Versailles gestudeerd. Hij nam in zijn jeugd deel aan meerdere bands in verschillende muzikale stromingen (rock, hardrock, bossanova). Hij behaalde zijn middelbareschooldiploma aan het Lycée André Boulloche in Livry Gargan. Toen hij als propper bij de nachtclub "Le Redlight" in Parijs werkte, begon hij zich rond zijn 18e steeds meer te interesseren voor elektronische muziek. Hij begon met het produceren van eigen muziek na een liveconcert van Eric Prydz in 2009. In datzelfde jaar bracht hij zijn eerste ep, Unity, uit. Hij werd pas echt bekend na het uploaden van een filmpje over een jonge Rus die de Shanghai Tower beklimt. Sinds 2014 is hij lid en medeoprichter van het elektronische-muzieklabel Hungry Music met N'to.

## Stijl
Worakls is een dj die organische elektronische muziek produceert. Hij gebruikt meerdere klassieke instrumenten die zijn muziek een melodieus aspect geven.

## Discografie
- 2008: Unity (ep)
- 2009: Shazam (ep)
- 2009: Deeply Infected (ep)
- 2010: Roadtrip (ep)
- 2010: When the Birds Go in the Wrong Way (ep)
- 2010: Folie (ep)
- 2010: Future (ep)
- 2010: Rapafromage (ep met Nicolas Cuer)
- 2011: Street (ep)
- 2011: Mirage
- 2012: Et la pluie tomba (ep, HMG037)
- 2012: Siehst du nicht
- 2012: Chroniques variées (ep)
- 2013: Soleil de plomb (ep)
- 2013: Goodnight My Love (ep)
- 2014: Tension
- 2014: Flocon de neige/Elea
- 2014: Salzburg/Far Far Away
- 2015: Toi/Cerisier blanc
- 2015: Adagio for Square
- 2015: Question Réponse/From Now On
- 2015: La Parisienne, een hommage aan de slachtoffers van de aanslagen van 13 november 2015 in Frankrijk
- 2016: Mellotron/Pandemonium
- 2017: Nocturne
- 2017: Sanctis
- 2019: Orchestra (eerste soloalbum)